# Toshihiro Hattori
Toshihiro Hattori, född 23 september 1973 i Shizuoka prefektur, Japan, är en japansk fotbollsspelare.